# Jeffrey Donovan
Jeffrey Donovan est un acteur américain, né le 11 mai 1968 à Amesbury (Massachusetts).
Il est connu pour ses rôles de Michael Westen et Dodd Gerhardt dans les séries télévisées Burn Notice et Fargo.

## Biographie
Donovan est le deuxième des trois enfants de Nancy Matthews (1946–2010); son frère aîné est Michael Donovan (né 1965) et son petit frère Sean (1970-1987). La mère de Donovan a élevé seule ses fils depuis que leur père les a abandonnés. Ils ont déménagé plusieurs fois avant de s'installer à Amesbury, dans le Massachusetts.
Pendant ses études secondaires à Amesbury, Donovan a été encadré par un enseignant qui l'a aidé à créer un club de théâtre, et à trouver une bourse privée, lui permettant de participer à un programme d'été qui l'a aidé à démarrer sa carrière d'acteur. Il a fréquenté le Bridgewater State College avant d'être transféré à l'Université du Massachusetts à Amherst, où il a obtenu une licence en art dramatique.
Pendant ses études universitaires, Donovan était chauffeur de bus commercial à UMass Transit Service, où il exploitait des bus de passagers dans le cadre de la PVTA.
Il a ensuite obtenu son Master of Fine Arts du programme Graduate Acting de l'Université de New York à l'école des arts de Tisch.

### Carrière
Il fait quelques apparitions dans les séries comme New York, police judiciaire, Les Experts : Miami et Monk.
Il joue Kyle, le frère de Jarod dans la série Le Caméléon.
En fin juin 2007, Jeffrey Donovan connaît le succès en incarnant le personnage de Michael Westen dans la série Burn Notice où il joue le rôle d'un agent secret qui est subitement mis à pied en plein milieu d'une opération. Michael est alors obligé de survivre en menant des opérations pour divers clients à Miami avec l'aide de son ex-petite amie, Fiona, ancien membre de l'IRA et Sam, un ancien soldat à la retraite.
Il joue le rôle du capitaine J. J. Jones dans le film de Clint Eastwood, L'Échange aux côtés de John Malkovich et Angelina Jolie.
En 2017, il joue le rôle d'un membre de gang dans le film L'Exécuteur aux côtés de Nikolaj Coster-Waldau, Benjamin Bratt et Jon Bernthal.
Le 1er novembre 2021, il est annoncé au casting pour le retour de la série New York, police judiciaire, qui est renouvelée pour une 21e saison, 11 ans après son annulation.
Le 15 novembre 2023, il quitte New York, police judiciaire après 2 saisons, à la suite d'une décision de la part de la production.

## Filmographie

### Cinéma
- 1995 : Throwing Down de Lawrence O'Neil : Pete Gulley
- 1996 : Sleepers de Barry Levinson : Henry Addison
- 1997 : Vegas Vacation de Stephen Kessler : l'employé de l'hôtel (non crédité)
- 1997 : Catherine's Groove de Rick King : Thomas Mason
- 2000 : Piégé (Bait) d'Antoine Fuqua : Julio
- 2000 : Blair Witch 2 : Le Livre des ombres (Book of Shadows: Blair Witch 2) de Joe Berlinger : Jeffrey Patterson
- 2002 : Purpose d'Alan Ari Lazar : Robert Jennings
- 2004 : Sam and Joe de Jason Ruscio : Eric
- 2005 : Hitch, expert en séduction (Hitch) d'Andy Tennant : Vance Munson
- 2006 : Come Early Morning de Joey Lauren Adams : Cal Percell
- 2006 : Believe in Me de Robert Collector : Clay Driscoll
- 2007 : Final Draft de Oren Goldman et Stav Ozdoba : Pascal
- 2008 : Hindsight de Paul Holahan : Paul
- 2008 : L'Échange (Changeling) de Clint Eastwood : le capitaine J. J. Jones
- 2011 : J. Edgar de Clint Eastwood : Robert F. Kennedy
- 2015 : Sicario de Denis Villeneuve : Steve Forsing
- 2015 : Extinction (en) de Miguel Ángel Vivas : Jack
- 2016 : L. B. Johnson, après Kennedy (LBJ) de Rob Reiner : John F. Kennedy
- 2017 : L'Exécuteur (Shot Caller) de Ric Roman Waugh : Bottles
- 2018 : Sicario : La Guerre des cartels (Sicario: Day of the Soldado) de Stefano Sollima : Steve Forsing
- 2019 : Extremely Wicked, Shockingly Evil and Vile de Joe Berlinger : l'avocat de la défense John O'Connell
- 2019 : Villains de Dan Berk et Robert Olsen : George
- 2019 : Lucy in the Sky de Noah Hawley : Jim Hunt
- 2019 : Wonder Woman: Bloodlines de Justin Copeland et Sam Liu : Steve Trevor (animation, voix originale)
- 2020 : L'Un des nôtres (Let Him Go) de Thomas Bezucha : Bill Weboy
- 2020 : The Good Criminal (Honest Thief) de Mark Williams : l'agent Sean Meyers
- 2021 : Un homme en colère (Wrath of Man) de Guy Ritchie : Jackson
- 2021 : National Champions de Ric Roman Waugh : Mark Titus
- 2022 : Breaking d'Abi Damaris Corbin : le major Riddick
- 2022 : First Love d'A. J. Edwards : Greg Albright
- 2022 : RIPD 2 : Le Réveil des damnés (R.I.P.D. 2: Rise of the Damned) de Paul Leyden : le shérif Roicephus « Roy » Pulsipher
- 2023 : Surrounded d'Anthony Mandler : Wheeler[7]

### Télévision

#### Téléfilms
- 1996 : Dilemmes (Critical Choices) de Claudia Weill : Randy
- 1998 : La Famille trahie (Witness to the Mob) de Thaddeus O'Sullivan : l'agent no 1
- 1998 : Quand les clairons se taisent (en) (When Trumpets Fade) de John Irvin : Robert « Bobby » Miller
- 2011 : Sam Axe : La Dernière Mission (Burn Notice: The Fall of Sam Axe) de lui-même : Michael Westen

#### Séries télévisées
- 1995 : Homicide (Homicide: Life on the Street) : Miles Dell / Newton (saison 4, épisode 4)
- 1995 : New York, police judiciaire (Law and Order) : Edward « Eddie » Nicodos (saison 6, épisode 4)
- 1997 : Millenium : Bobby Webber (saison 1, épisode 10)
- 1997 : Another World : Dwayne « Popper » Collins (épisodes inconnus)
- 1997 à 1998 : Le Caméléon (The Pretender) : Kyle, le frère cadet de Jarod (3 épisodes)
- 1999 : Spin City : Tom, le conseiller matrimonial (saison 4, épisodes 4 et 6)
- 2000 : The Beat : Brad Ulrich (13 épisodes)
- 2002 : Witchblade : Daniel Germaine (saison 2, épisode 7)
- 2004 : Les Forces du mal (Touching Evil) : l'inspecteur David Creegan (12 épisodes)
- 2005 : Les Experts : Miami (CSI : Miami) : Todd Kendrick (saison 3, épisode 16)
- 2006 : Ennemies: (projet abandonné)
- 2006 : Threshold : Premier Contact (Threshold) : Dr Julian Sloan (2 épisodes)
- 2006 : Oui, chérie ! (Yes Dear) : le fan no 2 (saison 6, épisode 14)
- 2006 : Monk : Steve Wagner (saison 4, épisode 14)
- 2007 : Preuve à l'appui (Crossing Jordan) : William Ivers (5 épisodes)
- 2007 : New York, police judiciaire (Law and Order) : Jacob Reese (saison 17, épisode 17)
- 2007-2013 : Burn Notice : Michael Westen (111 épisodes)
- 2015 : Fargo : Dodd Gerhardt (7 épisodes)
- 2016-2017 : Shut Eye : Charlie Haverford (20 épisodes)
- 2021 : Invincible : Machine Head (animation, voix originale - saison 1, épisode 5)
- 2022-2023 : New York, police judiciaire (Law and Order) : le capitaine Frank Cosgrove (32 épisodes)
- 2022 : New York, crime organisé (Law and Order: Organized Crime) : le capitaine Frank Cosgrove (saison 3, épisode 1 : 1re partie)
- 2022 : New York, unité spéciale (Law and Order: Special Victims Unit) : le capitaine Frank Cosgrove (saison 24, épisode 1 : 2e partie)

## Voix françaises
En France, Bertrand Liebert est la voix française régulière de Jeffrey Donovan. Yann Guillemot et Pascal Germain l'ont également doublé à huit et quatre reprises.
En France
| - Bertrand Liebert dans : - Le Caméléon (1997-1999, série télévisée) - Catherine's Grove (1997) - Threshold : Premier Contact (2005, série télévisée) - Preuve à l'appui (2007, série télévisée) - Burn Notice (2007-2013, série télévisée) - Sam Axe : La Dernière Mission (2011, téléfilm) - Fargo (2015, série télévisée) - LBJ (2016) - Extremely Wicked, Shockingly Evil and Vile (2019) - L'Un des nôtres (2020) - RIPD 2 : Le Réveil des damnés (2022) - Yann Guillemot dans : - J. Edgar (2011) - L'Éxécuteur (2017) - Lucy in the Sky (2019) - New York, police judiciaire (2022, série télévisée) - First Love (2022) - Breaking (2022) - New York, unité spéciale (2022, série télévisée) - New York, crime organisé (2022, série télévisée) | - Pascal Germain dans : - Sicario (2015) - Sicario : La Guerre des cartels (2018) - The Good Criminal (2020) - Un homme en colère (2021) - David Krüger dans : - Les Forces du mal (2004, série télévisée) - Monk (2006, série télévisée) - Surrounded (en) (2023) - Éric Etcheverry (*1959 - 2010) dans (les séries télévisées) : - Spin City (1999) - Witchblade (2002) - Arnaud Arbessier dans : - Hitch, expert en séduction, (2005) - Invincible (voix) et aussi - Vincent Violette dans New York, police judiciaire (1995, série télévisée) - Stéphane Marais dans Millennium (1997, série télévisée) - Cyrille Monge dans La Famille trahie (1998) - Jérôme Berthoud dans Blair Witch 2 : Le Livre des ombres (2000) - Jean-François Cros dans Les Experts : Miami (2005, série télévisée) - Lionel Tua dans L'Échange (2008) - Olivier Valiente dans Extinction (en) (2015) |

Au Québec
- François Godin[13] dans :
  - Blair Witch 2 : Le Livre des ombres (2000)
  - Come Early Morning (2006)

- Jean-François Beaupré dans L'Échange[13] (2008)